# Đặc biệt Pháp viện Việt Nam Cộng hòa
Đặc biệt Pháp viện là cơ quan tư pháp đặc biệt chuyên xét xử những viên chức cấp cao của chính phủ Việt Nam Cộng hòa trong trường hợp họ bị cáo buộc phạm tội phản quốc hoặc các trọng tội khác. Nó đóng vai trò quan trọng trong việc duy trì sự trong sạch và minh bạch của các chức vụ cao cấp trong chính phủ, đảm bảo rằng không ai đứng trên pháp luật, kể cả những người giữ vị trí quyền lực nhất. Trụ sở tạm thời của cơ quan này đặt tại Dinh Gia Long, Sài Gòn.

## Lịch sử
Tiền thân là Đặc biệt Pháp viện được thành lập dưới thời Đệ Nhất Cộng hòa. Theo Hiến pháp năm 1956 thì đây là một tòa án đặc biệt có thẩm quyền xét xử Tổng thống, Phó Tổng thống, Chánh án Tòa Phá án và Chủ tịch Viện Bảo hiến trong trường hợp can tội phản quốc và các trọng tội. Thành phần của cơ quan này gồm có Chánh án Tòa Phá án đảm nhận làm Chánh án và 15 Dân biểu do Quốc hội bầu ra mỗi nhiệm kỳ đóng vai trò là Hội thẩm. Khi Chánh án Tòa Phá án là bị can thì Chủ tịch Viện Bảo hiến sẽ ngồi ghế Chánh án. Ngoài ra, còn có Ban Điều tra của Đặc biệt Pháp viện gồm năm Dân biểu do Quốc hội bầu ra mỗi nhiệm kỳ. Nhiệm vụ của đương sự đình chỉ từ khi Quốc hội biểu quyết truy tố đến khi Đặc biệt Pháp viện phán quyết. Đặc biệt Pháp viện họp để nghe Ban điều tra và đương sự trình bày và phán quyết theo đa số 3/4 tổng số nhân viên. Nếu đương sự phạm tội thì Đặc biệt Pháp viện sẽ tuyên bố truất quyền và phán quyền này có hiệu lực ngay.
Đặc biệt Pháp viện thời Đệ Nhất Cộng hòa bị giải thể sau đảo chính vào cuối năm 1963. Dưới thời Đệ Nhị Cộng hòa, dựa theo Hiến pháp năm 1967 mà lập ra một định chế tương tự gọi là Đặc biệt Pháp viện vào ngày 24 tháng 9 năm 1969. Ngày 29 tháng 10, cơ quan này chính thức làm lễ tuyên thệ tại hội trường Diên Hồng ở Sài Gòn. Mọi sự bắt đầu từ năm 1969 khi chính phủ Việt Nam Cộng hòa cho thành lập một loạt các cơ quan có chức năng giám sát hành pháp nhằm cải thiện tính chất dân chủ của chế độ như: Đặc biệt Pháp viện, Hội đồng Văn hóa Giáo dục, Hội đồng Kinh tế Xã hội, Hội đồng các Sắc tộc, Hội đồng An ninh Quốc gia, Hội đồng Thẩm phán và Hội đồng Quân lực. Tuy vậy, hầu hết những cơ quan này đều khó phát huy hiệu quả là do tình trạng chiến tranh kéo dài và chính phủ ưu tiên tập trung nguồn lực vào vấn đề quốc phòng và an ninh quốc gia. Sau ngày 30 tháng 4 năm 1975, Chính phủ Cách mạng lâm thời Cộng hòa miền Nam Việt Nam đã bãi bỏ những định chế này và thay thế bằng những cơ quan có chức năng tương tự theo kiểu cộng sản.  

## Chức năng
Theo Luật số 0012/69, Đặc biệt Pháp viện có thẩm quyền truất quyền Tổng thống, Phó Tổng thống, Thủ tướng, các Tổng trưởng, Bộ trưởng, các Thẩm phán Tối cao Pháp viện và các Giám sát viên trong trường hợp can tội phản quốc và các trọng tội khác. Cơ quan này thể hiện quyết tâm của chính phủ Việt Nam Cộng hòa trong chính sách thượng tôn luật pháp và là một bảo đảm cụ thể chứng minh rằng ngay cả nguyên thủ cũng đặt mình vào khuôn khổ luật pháp quốc gia.
Đặc biệt Pháp viện thực hiện việc xử án khi đề nghị khởi tố có viện dẫn lý do phải được quá bán tổng số Dân biểu và Nghị sĩ ký tên. Quyết nghị khởi tố phải được đa số 2/3 tổng số Dân biểu và Nghị sĩ biểu quyết chấp thuận. Riêng với Tổng thống và Phó Tổng thống, đề nghị khởi tố có viện dẫn lý do phải được 2/3 tổng số Dân biểu và Nghị sĩ ký tên. Quyết nghị khởi tố phải được đa số 3/4 tổng số Dân biểu và Nghị sĩ biểu quyết chấp thuận. Đương sự phải đình chỉ nhiệm vụ từ khi Quốc hội biểu quyết truy tố đến khi Đặc biệt Pháp viện phán quyết. Đương sự được quyền biện hộ trong mọi giai đoạn của thủ tục truy tố. Sau khi bị truất quyền đương sự có thể bị truy tố trước các Tòa án có thẩm quyền.
Nhiệm kỳ của Chánh thẩm Đặc biệt Pháp viện là nhiệm kỳ của Chủ tịch Tối cao Pháp viện. Nhiệm kỳ của Hội thẩm Đặc biệt Pháp viện là 1 năm kể từ ngày nhậm chức. Khi nhậm chức, chánh thẩm và hội thẩm Đặc biệt Pháp viện đều phải tuyên thệ trước lưỡng viện Quốc hội, với sự hiện diện của Tổng thống. Trong trường hợp vì một lý do gì không thể tuyên thệ theo thể thức ấn định theo điều 13, chánh thẩm và hội thẩm Đặc biệt Pháp viện phải tuyên thệ viết. Các bản tuyên thệ viết phải gửi cho lưỡng viện Quốc hội và thông báo cho Tổng thống.

## Cơ cấu tổ chức
Đặc biệt Pháp viện do Chủ tịch Tối cao Pháp viện giữ chức Chánh thẩm và gồm 5 dân biểu và 5 nghị sĩ. Khi Chủ tịch Tối cao Pháp viện là bị can thì Chủ tịch Thượng nghị viện giữ chức Chánh thẩm. Các phiên họp của Đặc biệt Pháp viện phải được tổ chức tại trụ sở, ngoại trừ trường hợp quá bán tổng số nhân viên Đặc biệt Pháp viện quyết định họp nơi khác. Phòng xử án của Đặc biệt Pháp viện là phòng xử án của Tối cao Pháp viện.
Bên cạnh đó, cơ quan này còn có Đại Hội đồng họp kín về sinh hoạt nội bộ và xét xử công khai. Tuy nhiên, Đặc biệt Pháp viện có thể xử kín nếu được quá bán tổng số nhân viên chấp thuận. Mỗi tháng Đại Hội đồng Đặc biệt Pháp viện họp một lần theo thư mời của Chánh thẩm Đặc biệt Pháp viện, có đính kèm theo chương trình nghị sự. Ngoài các phiên họp thường lệ, Chánh thẩm Đặc biệt Pháp viện có thể triệu tập phiên họp bất thường hoặc khi có sự yêu cầu của 1/3 tổng số hội thẩm. Phiên họp bất thường được triệu tập bằng mọi phương cách khẩn cấp. Đổng lý Văn phòng Đặc biệt Pháp viện là thư ký của các phiên họp và phiên xử.
Chủ tịch Tối cao Pháp viện cũng là Chánh thẩm Đặc biệt Pháp viện. Các Hội thẩm Đặc biệt Pháp viện do mỗi viện Quốc hội bầu ra, mỗi viện cử 5 hội thẩm thực thụ và 2 hội thẩm dự khuyết. Hội thẩm dự khuyết được mời tham dự các phiên họp Đặc biệt Pháp viện nhưng không có quyền biểu quyết. Trong trường hợp một hội thẩm từ chức hay bị ngăn cản không thể thi hành nhiệm vụ được, Đại Hội đồng Đặc biệt Pháp viện sẽ họp bất thường để cử ngay hội thẩm dự khuyết thuộc viện liên hệ đã được đắc cử với số phiếu cao hơn lên thay thế. Nếu vẫn còn khiếm khuyết chánh thẩm Đặc biệt Pháp viện báo ngay cho Quốc hội biết để bầu hội thẩm của viện liên hệ trong vòng 30 ngày.